# Chrysolina oricalcia
Chrysolina oricalcia là một loài bọ cánh cứng trong họ Chrysomelidae. Loài này được Müller O. F. miêu tả khoa học năm 1776.

## Hình ảnh

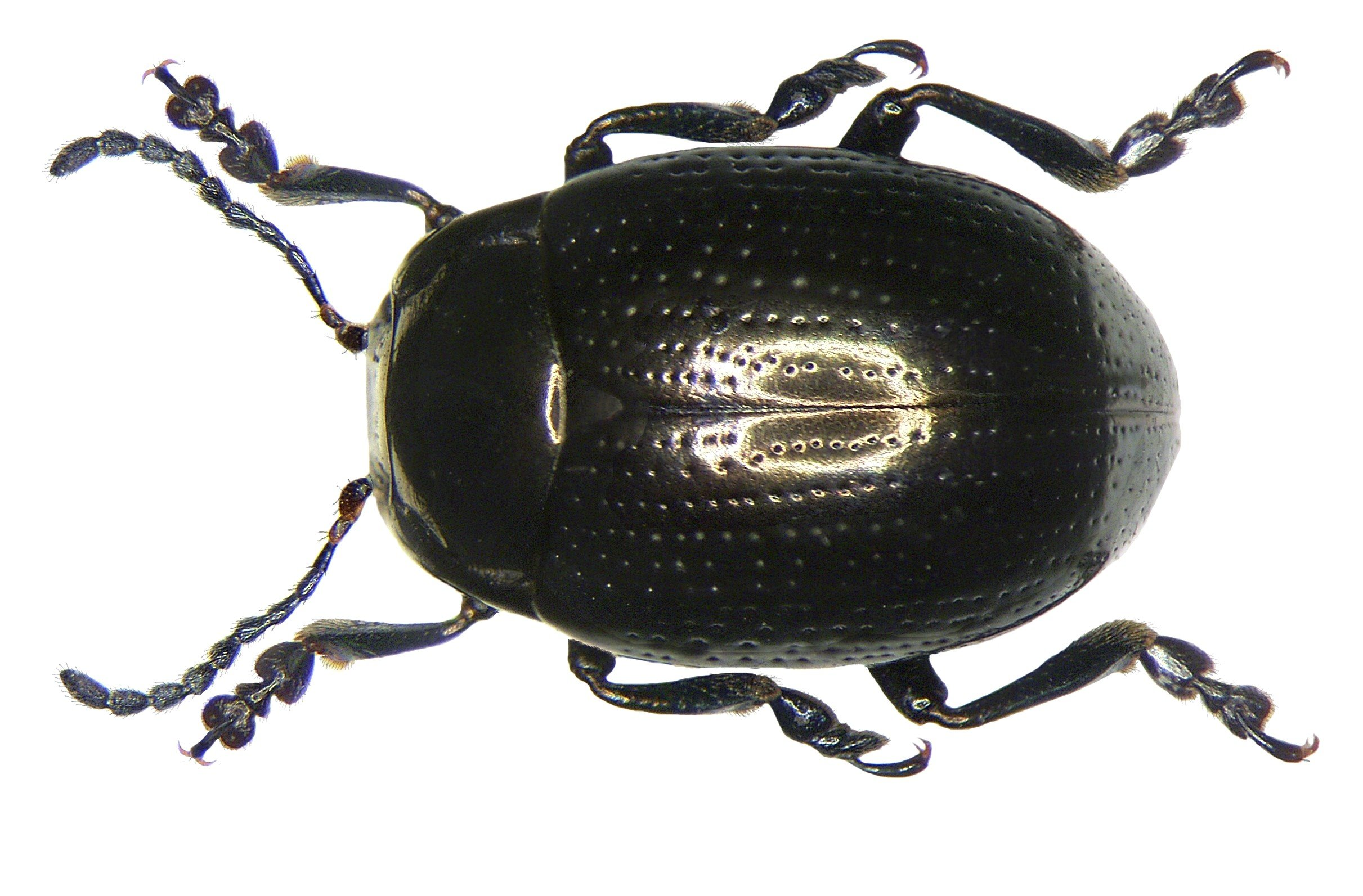
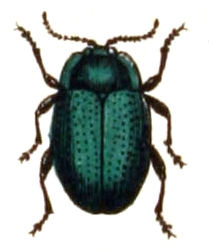